# Alloneuron majus
Alloneuron majus là một loài thực vật có hoa trong họ Mua. Loài này được (Markgr.) Markgr. ex J.F. Macbr. mô tả khoa học đầu tiên năm 1929.